# Jacqueline Frédéric Frié
Jacqueline Frédéric Frié, née à Agen en 1922 morte en 2009, est une poétesse française.

## Biographie
Jacqueline Frédéric Frié naît à Agen, dans une famille originaire des Landes, en 1922.
Elle devient poète, et compte parmi les poètes mystiques du XXe siècle. Son premier recueil est Si peu de temps, publié en 1957.
Son œuvre comporte un grand nombre de pièces apparentées à de courtes prières, souvent composées de vers très courts. Elle s'inspire parfois des écrits de saint Jean de la Croix.
René Cuzacq juge sa poésie « toute moderniste et abstraite ». Jean-Luc Maxence estime qu'elle est en quête de « sagesse initiatique, de recherche passionnée de l'Absolu, de science sacrée et de voie métaphysique ». Il est particulièrement admiratif de son recueil Exclamations, publié par Desclée de Brouwer en 1998, qu'il juge « d'une extrême délicatesse, digne des plus hautes Noces ».
Elle meurt en 2009.

## Œuvres
- Si peu de temps, Paris, Galimard, « Jeune poésie NRF », 1957, poèmes.
- Nuit noire,  préface de Robert Mallet, Paris, Mercure de France, 1962, poème.
- Les eaux d'en bas, précédé de Nuit noire, Paris, Seghers, 1966, poèmes.
- Parle, Seigneur !, Paris, Editions musicales Studio SM, 1981, cantiques et hymnes.
- Toucher terre, Paris, Éditions de Saint-Germain-des-Prés, 1982, poèmes.
- Tu lui donneras le nom de Jésus, Paris, P. Lethielleux, 1987, chants.
- Exclamations, Paris, Desclée de Brouwer, 1998, poèmes.
- Proximités, Paris, Desclée de Brouwer, 1999, poèmes.
- Christ hier, Christ aujourd'hui, hymne officielle du grand jubilé de l'an 2000[7], avec Jean-Paul Lécot (compositeur) et chœurs, Paris, Studio SM, 2000.
- Transparences, Paris, Desclée de Brouwer, 2000, poèmes.
- Saints et saintes pour chanter, avec J.-P. Lécot, éditions P. Lethielleux, 2001, chants.
- Magnificat, chants à la vierge Marie, avec J.-P. Lécot, Paris, Buchet-Chastel, P. Zech, 2001, cantiques.
- Seuils, Paris, Desclée de Brouwer, 2001, poèmes.

## Documentaires
- Jacqueline Frédéric Frié, par Philippe Collage, Maison de la poésie de la Ville de Paris, ¾ BVU, 23 minutes, 1986.